# Кудряков, Сергей Николаевич
Сергей Николаевич Кудряков (род. 30 января 1978, Москва) — российский пианист.

## Биография
Родился 30 января 1978 года в Москве.
1995 году поступил и в 2000 году окончил Московскую консерваторию по классу Михаила Воскресенского, с 2001 года работает в его же классе ассистентом, с 2010 года ведёт собственный класс. В 2002 году выиграл Международный конкурс исполнителей в Женеве. Закончил аспирантуру МГК в 2002 году. Доцент МГК на кафедре специального фортепиано.
Помимо сольного репертуара, выступает в камерных ансамблях различного состава.

## Награды и премии
Лауреат крупнейших фортепианных и камерных конкурсов. Среди многочисленных наград и призов — первые премии на Международном конкурсе в Женеве (2002) и Конкурсе камерной музыки им. Гаэтано Дзинетти в Вероне (в дуэте с И. Гофманом, 2004). Также был удостоен специальной награды на Конкурсе Вэна Клайберна в Форт-Уорте (США). Победитель Международного конкурса пианистов имени Гезы Анды в Цюрихе (2006), здесь же получил специальный приз за исполнение произведений Моцарта.